# Équipe du Canada féminine de handball
Dernière mise à jour : 6 juin 2025.
L'équipe du Canada de handball féminin représente la Fédération du Canada de handball lors des compétitions internationales, notamment aux tournois olympiques et aux championnats du monde.

## Palmarès
Jeux olympiques
- 1976 : 6e place

Championnats du monde
- 1995 : 17e place
- 1997 : 20e place

Championnats panaméricains
- 1986 :  2e place
- 1989 :  Champion
- 1991 :  2e place
- 1997 :  2e place
- 2003 : 5e place
- 2005 : 4e place
- 2007 : 6e place

Championnat d'Amérique du Nord et des Caraïbes
- 2019 : 7e place
- 2023 :  2e place
- 2025 :  3e place